# أولاد يحيى لوطا (ولاد يحيى لوطا)
أولاد يحيى لوطا هي إحدى مشيخات المملكة المغربية، تتبع جغرافيا لإقليم بنسليمان وإداريًا لولاد يحيى لوطا. يقدر عدد سكانها بـ 5085 نسمة حسب الإحصاء الرسمي للسكان والسكنى لسنة 2004.